# 恩格尔伽特陨石坑

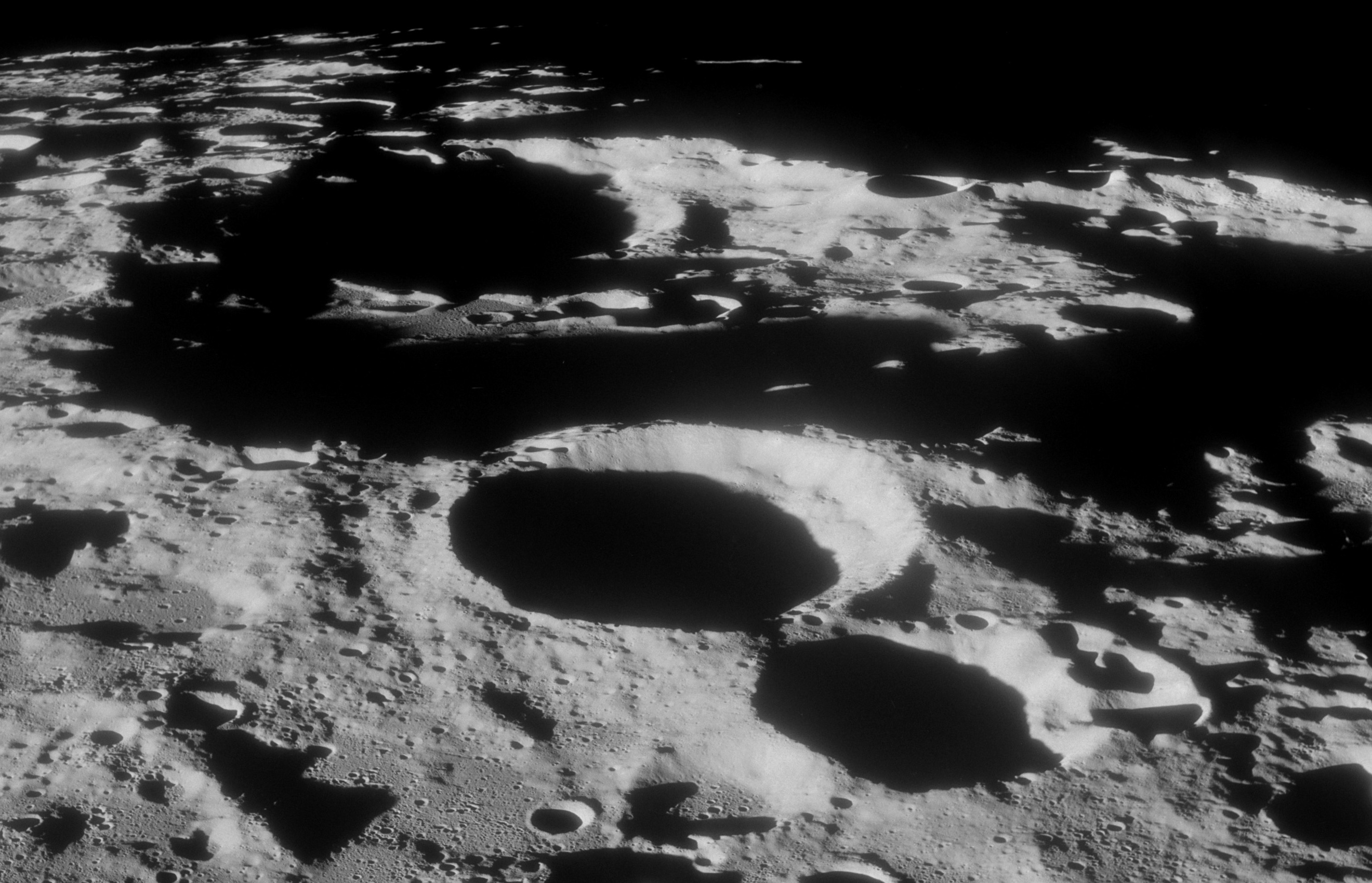
阿波罗11号拍摄的斜视图，临近月球昼夜线。

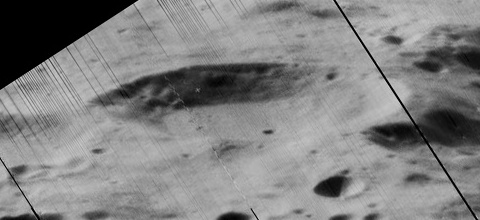
月球轨道器1号拍摄的斜视图

恩格尔伽特陨石坑（Engelʹgardt, Engelhardt）是月球背面的一座撞击坑，约形成于晚雨海世，其名称取自俄罗斯天文学家和公众人物瓦西里·恩格尔哈特（Vasily Engelhardt，1828年–1915年），1970年被国际天文联合会正式批准接受。

## 描述
该陨坑位于巨大的环壁平原-科罗廖夫环形山以北，西北偏西坐落着列别金斯基环形山，卫星坑恩格尔伽特 B则紧贴在它的北侧壁，该卫星坑实际是一座更大的直径达163公里的陨坑。恩格尔伽特陨石坑的中心月面坐标为5°23′S 159°28′W / 5.39°S 159.47°W，直径43.51公里，深度2.25公里。
这座圆形撞击坑的边缘磨损度中等，内侧壁有大范围滑坡，并沿坑底形成碎岩堆积层；坑壁平均高出周边地形1.06公里，内部容积1451.17公里。南侧内壁坡较狭窄，底部坐落着卫星坑恩格尔伽特N，东北是一座直径更小的，带有一圈发亮边缘的撞击坑，该发亮层一直漫延到恩格尔伽特陨石坑的外侧壁边缘。
月球表面最高点（超过月球平均海拔10786米/35387英尺以上部分的高度）就位于恩格尔伽特陨石坑的东侧壁上。
恩格尔伽特陨石坑就位于狄利克雷-杰克逊盆地南面。

## 卫星陨石坑
按惯例，最靠近恩格尔伽特陨石坑的卫星坑在月图上以字母标注在该坑中心点的旁边。
| 恩格尔伽特 | 纬度    | 经度     | 直径     |
| ---------- | ------- | -------- | -------- |
| B          | 8.3° N  | 157.7° W | 136 公里 |
| C          | 10.1° N | 156.9° W | 49 公里  |
| J          | 2.7° N  | 155.4° W | 19 公里  |
| K          | 2.4° N  | 157.8° W | 18 公里  |
| N          | 4.4° N  | 159.3° W | 28 公里  |
| R          | 4.4° N  | 162.0° W | 15 公里  |